# Majed Radhi al-Sayed
Majed Radhi Mubarak al-Sayed (né le 31 janvier 1993) est un athlète koweïtien, spécialiste du décathlon.
Il remporte le titre lors des Championnats panarabes d'athlétisme 2019 au Caire.
Il détient le record national du décathlon et de l’heptathlon.